# Ewa Bugaj
Ewa Bugaj – polska archeolożka, doktor habilitowany nauk humanistycznych. Specjalizuje się w historii sztuki starożytnej, archeologii pradziejowej Europy w epoce żelaza oraz sztuce starożytnego Rzymu (ang. ancient Roman art). Profesor uczelniany na Wydziale Archeologii Uniwersytetu im. Adama Mickiewicza w Poznaniu. W latach 2005–2016 wicedyrektor ds. dydaktycznych Instytutu Prahistorii UAM.
Stopień doktorski uzyskała w 1997 roku na podstawie pracy pt. Motywy figuralne na ceramice germańskiej (promotorem był dr hab. Tadeusz Makiewicz). Habilitowała się w 2019 roku na podstawie oceny dorobku naukowego i cyklu publikacji pt. Problemy interpretacji sztuki w archeologii.